# Aegis of Earth: Protonovus Assault
Az Aegis of Earth: Protonovus Assault, vagy ahogy Japánban ismert Zettai geigeki Wars: Metropolis Defenders (絶対迎撃ウォーズ Metropolis Defenders, ’Teljes ellencsapás-harcok’) 2015-ben megjelent valós idejű taktikai játék, melyet az Acquire fejlesztett és jelentetett meg Japánban PlayStation 3 és PlayStation Vita platformokra. A játékot egy PlayStation 4- és egy Microsoft Windows-átirat kíséretében a következő évben jelentette meg az Aksys Games Észak-Amerikában és a PQube Európában.

## Cselekmény
Az Aegis of Earth ötven évvel a „csendes apokalipszis” névre keresztelt esemény után játszódik, amely során az emberiséget mindenáron elpusztítani szándékozó teremtmények szabadultak a Földre. A lények megjelenésével az altenit nevű új természetes kémiai elem is feltűnt, melynek köszönhetően az emberiség egy utolsó esélyhez jutott a túléléshez. Az altenitben gazdag területekre az emberiség erődített városokat állított fel, mely számos támadástól védte meg azok lakóit és az emberiség ismét gyarapodni kezdett. A „változó állapotok” korszakának közeledte és a szűnni nem akaró támadások miatt a városok lakóinak fell kell készülnie, miközben folyamatosan bővítik és megvédelmezik városaikat.

## Játékmenet
A játékosok öt városi terület, így Kimberley, Medina, Norilszk, Mitaka, illetve Washington irányítását vehetik át. A városok négy körgyűrűre vannak felosztva, melyek egymástól különállóan forgathatóak a csaták során. A játékosok a tervezési szakaszban adókat szedhetnek be a lakóktól, felszereléseket vásárolhatnak, erőforrásokat oszthatnak be, valamint kialakíthatják a város védelmi rendszerét. A csaták folyamán az ellenséges egységek hullámokban érkeznek, a játékosok feladata pedig a város megvédése a harcokat megelőző tervezési szakaszban felállított fegyverekkel. A harcok sikeres kimenetelét számos taktika segíti, így az „egyesítés” is, amelyben a játékos kettő vagy több ugyanolyan típusú fegyvert állít egy vonalba, hogy azok nagyobb sebzést osszanak ki.

## Megjelenés
Japánban a PlayStation 3- és PlayStation Vita-változatokat 2015. július 2-án jelentette meg az Acquire. Az észak-amerikai és az európai megjelenésre 2016. március 15-én, illetve 2016. április 22-én került sor az Aksys Games és a PQube jóvoltából. Nyugaton a PlayStation 3- és PlayStation Vita-verziókkal együtt egy PlayStation 4-átirat is megjelent, melyet 2016. augusztus 1-én adtak ki Japánban. A játék 2016. július 19-én Microsoft Windowsra is megjelent a Steam hálózatán keresztül.

## Fogadtatás
| Összegzőoldal | Értékelés    |
| ------------- | ------------ |
| Metacritic    | 57/100 (PS4) |

| Szerző         | Értékelés |
| -------------- | --------- |
| Destructoid    | 4/10      |
| Hardcore Gamer | 3,5/5     |

Az Aegis of Earth: Protonovus Assault megosztott kritikai fogadtatásban részesült, a játék PlayStation 4-változata 11 értékelés alapján 57/100-as átlagpontszámon áll Metacritic kritikaösszegző oldalon.
Nic Rowen a Destructoidnak írt elemzésében 4/10-es pontszámmal díjazta a játékot, kiemelve, hogy a játék PlayStation 2-címek grafikai világához hasonlítható. Rowen kritizálta a párbeszédeket és a szereplőket, hozzáfűzve, hogy egyik sem keltette fel az érdeklődését, míg a játékmenetet „unalmasnak” kiáltotta ki. Ezzel szemben viszont dicsérte a fegyverek és fejlesztések nagy számát.
Alexander Chatziioannou a Hardcore Gamer weboldalon közzétett tesztjében a játék grafikáját Rowenhez hasonlóan PlayStation 2-játékokhoz hasonlította. Chatziioannou a termelési értéket alacsonynak állapította meg, megjegyezve, hogy a játék egyértelműen korlátozott költségvetéssel készült el. Mindezek ellenére azonban élvezte a játékkal töltött idejét, és Rowennel szemben pozitívumként emelte ki a dialógusokat és a szereplőket, melyeket egy tini szappanoperához hasonlított. Chatziioannou összegzésképpen megjegyezte, hogy az Aegis of Earth „átlagos”, azonban mégis „erős” játék, melyet „megfelelő kitérőként” ajánlott, melyet végül 3,5/5-ös pontszámmal díjazott.
A PlayStation Vita-verzióból megjelenésének hetében 2 831 dobozos példányt adtak el Japánban, mellyel a tizenötödik helyen mutatkozott be az eladási listákon. A PlayStation 3-változat nem került fel a listára. Ezek a számok alacsonynak tekinthetőek.

## Fordítás
- Ez a szócikk részben vagy egészben  az   Aegis of Earth: Protonovus Assault című angol Wikipédia-szócikk ezen változatának fordításán alapul.  Az eredeti cikk szerkesztőit annak laptörténete sorolja fel. Ez a jelzés csupán a megfogalmazás eredetét és a szerzői jogokat jelzi, nem szolgál a cikkben szereplő információk forrásmegjelöléseként.